# 風曜日、君をつれて
「風曜日、君をつれて」（かぜようび きみをつれて）は1986年3月5日に発売された、ALFEE22枚目のシングル。

## 概要
「STARSHIP -光を求めて-」以来4作振りに桜井がリードボーカルを務める。
タイトル曲は、「全日空 夏の沖縄キャンペーン」のキャンペーンソングとして使用された。
当時、タイトルの「風曜日」と言う言葉に馴染みがなかったためか、出演する（曲が流れる）新聞等の番組欄には、「金曜日、君をつれて」というように通常の曜日で標記されることがしばしばあった。
B面の「世にも悲しい男の物語」はライブハウス時代から演奏されていた楽曲で、当時のタイトルは「スティング」であった。
オリコンチャート初登場2位（初週売上51,130枚）。

## 収録曲
- 全作詞・作曲：高見沢俊彦、編曲：ALFEE

1. 風曜日、君をつれて
2. 世にも悲しい男の物語

## 収録作品
- アルフィーA面コレクション スペシャル（#1）
- アルフィーB面コレクション スペシャル（#2）
- NON-STOP THE ALFEE（#2）
- BEST SELECTION II THE ALFEE（#1,2）
- THE ALFEE SINGLE HISTORY VOL.II 1983-1986（#1,2）
- THE ALFEE 單曲全集一（#1）
- THE ALFEE 30th ANNIVERSARY HIT SINGLE COLLECTION 37（#1）

## 参加ミュージシャン
- 山石敬之（Keyboards）
- 山木秀夫（Drums）

## 品番
- シングル・レコード：7A0560